# Сутра (преграда)

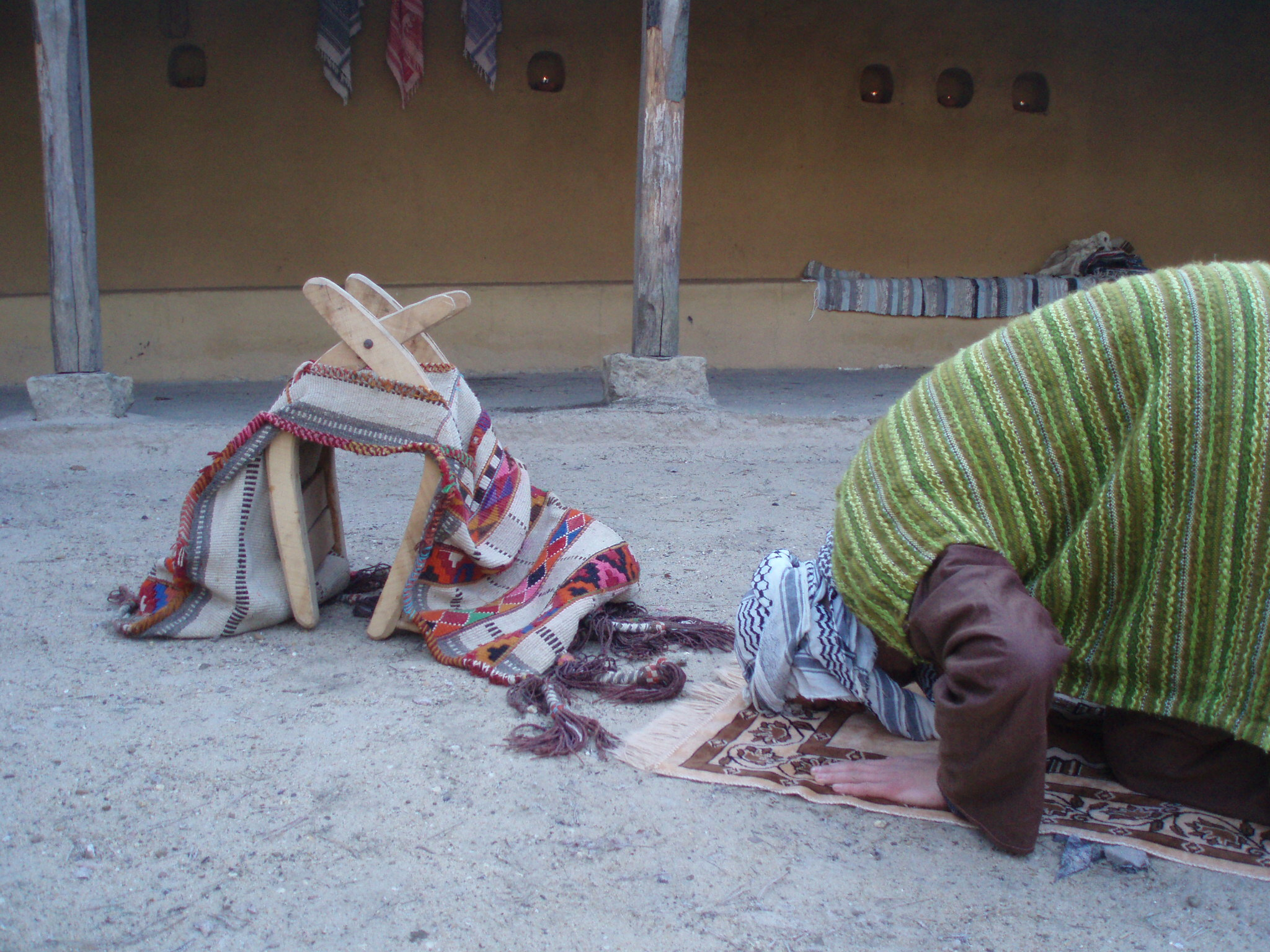
Молитва с сутрой из верблюжьего седла

Сутра (араб. سترة‎) — объект, используемый для осуществления намаза, в качестве барьера между молящимся и проходящими перед ним.

## Использование
Внешне молитва с сутрой выглядит так, как будто сутра является объектом поклонения (в действительности же мусульмане поклоняются одному Аллаху). По поводу её обязательности в молитве существуют разногласия среди мазхабов, а её предназначение — оградить молящегося от прохожих. В ханафитском мазхабе молитва действительна, если перед молящимся пройдёт человек. В качестве сутры может использоваться палка, седло, стена, столб. Запрещено использовать в качестве сутры могильные камни и др.

## Хадисы пророка Мухаммада
- «Если кто-либо из вас желает совершить намаз, то он должен совершить её к сутре и приблизиться к ней»[5].
- «Не совершайте намаз, чтобы перед вами не было сутры»[6].
- «Если кто-либо из вас желает совершить намаз, то пусть он установит перед собой сутру и приблизится к ней, ибо, поистине, наущатель (шайтан) проходит перед ним»[7].
- «Пусть каждый из вас разместит нечто подобное (по высоте) верблюжьему седлу (перед собой), а затем совершает намаз»[8].
- «Когда Пророк (мир ему и благословение Аллаха) вошел в Каабу, он оставил промежуток в три локтя между собой и стеной, затем совершил намаз»[9].
- «Если кто-либо из вас поместит перед собой нечто подобное (по высоте) спинке седла верблюда, затем совершит салят, то не беспокойтесь, что кто-либо пройдет перед этим (то есть перед сутрой)»[6].
- «Если перед вами есть нечто подобное спинке седла верблюда, то, кто бы ни проходит перед вами — не повредит вам (то есть — не нарушит ваш намаз)»[10].
- «Если бы тот, кто проходит перед молящимся, знал степень греха, который он совершил, то он предпочёл бы ждать сорок (дней, месяцев или лет), чем пройти перед ним»[9].
- «Женщина, осёл и собака нарушают молитву (если проходят перед молящимся) и это предотвращается (размещением) чего-то подобного спинке верблюжьего седла (перед собой)»[6].
- «Молитва нарушается (прохождением) чёрной собаки или женщиной с месячными (то есть достигшей половой зрелости)»[11].